# Regionalna Dyrekcja Lasów Państwowych w Lublinie
Regionalna Dyrekcja Lasów Państwowych w Lublinie – jedna z 17 Regionalnych Dyrekcji Lasów Państwowych w Polsce.

## Charakterystyka
Dyrekcja została utworzona 1 sierpnia 1944 roku i zarządza gruntami Skarbu Państwa o powierzchni 426 tys. ha, w tym gruntami leśnymi o powierzchni 408,3 tys. ha. Jej obszar działania obejmuje prawie całe województwo lubelskie (poza powiatem łukowskim), północny skrawek województwa podkarpackiego oraz wschodni skrawek województwa mazowieckiego.

## Struktura
RDLP w Lublinie dzieli się na 25 nadleśnictw:
| - Biała Podlaska - Biłgoraj - Chełm - Chotyłów - Gościeradów | - Janów Lubelski - Józefów - Kraśnik - Krasnystaw - Lubartów | - Międzyrzec - Mircze - Nowa Dęba - Parczew - Puławy | - Radzyń Podlaski - Rozwadów - Rudnik - Sarnaki - Sobibór | - Strzelce - Świdnik - Tomaszów - Włodawa - Zwierzyniec |

## Ochrona przyrody
Na obszarze RDLP w Lublinie znajdują się 2 parki narodowe i 17 parków krajobrazowych:

### Parki narodowe
- Poleski Park Narodowy
- Roztoczański Park Narodowy

### Parki krajobrazowe
| - Chełmski Park Krajobrazowy - Kazimierski Park Krajobrazowy - Kozłowiecki Park Krajobrazowy - Krasnobrodzki Park Krajobrazowy - Krzczonowski Park Krajobrazowy - Nadwieprzański Park Krajobrazowy - Park Krajobrazowy Lasy Janowskie - Park Krajobrazowy Podlaski Przełom Bugu - Park Krajobrazowy Pojezierze Łęczyńskie | - Park Krajobrazowy Puszczy Solskiej - Poleski Park Krajobrazowy - Południoworoztoczański Park Krajobrazowy - Skierbieszowski Park Krajobrazowy - Sobiborski Park Krajobrazowy - Strzelecki Park Krajobrazowy - Szczebrzeszyński Park Krajobrazowy - Wrzelowiecki Park Krajobrazowy |